# Teknikåret 2010

## Händelser

### November
- 1 november - Sändningar med nya TV-utsändningsstandarden DVB-T2 inleds över två nät i Sveriges markbundna TV-nät.

### December
- 24 december - Surfplattan är "årets julklapp" i Sverige [1].

## Avlidna
- 4 januari - Tsutomu Yamaguchi, 93, japansk överlevare av atombombningarna av Hiroshima och Nagasaki.
- 13 februari - Erik Bratt, 94, svensk civilingenjör och chefskonstruktör för Saab 35 Draken.

### Fotnoter
1. ↑  "Årets julklapp" i Sverige Arkiverad 22 januari 2011 hämtat från the Wayback Machine.